# DeForest Kelley
Jackson DeForest Kelley, född 20 januari 1920 i Toccoa, Georgia, död 11 juni 1999 i Woodland Hills, Kalifornien, var en amerikansk skådespelare.
Kelley är mest känd för sin roll som doktor Leonard "Bones" McCoy i TV-serien Star Trek (1966-1969) och de första sex Star Trek-filmerna. Han gästspelade också i det första avsnittet av Star Trek: The Next Generation, "Encounter at Farpoint".
Sedan han under 1970-talet mer eller mindre pensionerat sig fattade han intresse för poesi och skrev även två publicerade böcker - The Big Bird's Dream och The Dream Goes On.
Han avled 1999 av magcancer. Dödsannonsen läste "We're not even going to try to resist: He's dead, Jim!" (svenska: Vi kommer inte ens att försöka stå emot: Han är död, Jim!), vilket är en anspelning på ett av några populära uttalanden som Bones.

## Filmografi (urval)
- 1991 – Star Trek VI - Oupptäckt land
- 1989 – Star Trek V - Den yttersta gränsen
- 1987 – Star Trek: The Next Generation (TV-serie), avsnitt "Encounter at Farpoint", gästroll som amiral Leonard McCoy
- 1986 – Star Trek IV - Resan hem
- 1984 – Star Trek III - Sökandet efter Spock
- 1982 – Star Trek II - Khans vrede
- 1979 – Star Trek
- 1966–1969 – Star Trek: The Original Series (TV-serie)
- 1966 – Waco
- 1958 – De tysta husens dal
- 1947 – Fear in the Night